# Andrey Kanchelskis
Andrey Antanasovich Kanchelskis ou Andriy Anatanasovych Kančelskis – em russo, Андрей Антанасович Канчельскис e, em ucraniano, Андрій Антанасович Канчельскіс (Kirovohrad - atual Kropyvnytskyi - , 23 de janeiro de 1969) é um ex-futebolista e treinador de futebol russo.
Reflete um pouco a mistura étnica da antiga União Soviética: nasceu na atual Ucrânia, tendo origem lituana, mas identifica-se etnicamente como russo e veio a ser um dos muitos nativos de território ucraniano a, após o fim da URSS, escolher a Rússia como pátria. Também possui passaporte do Reino Unido, país onde mais se destacou e onde seu nome é normalmente grafado como Andrei Kanchelskis.

## Início
Começou a carreira profissional em 1988, no Dínamo de Kiev. O clube conquistaria o campeonato soviético em 1990, mas, sem lugar na equipe, foi cedido ao Shakhtar Donets'k, uma equipe à época de porte bem menor.
Era um dos destaques do Shakhtyor (como o clube era russificadamente conhecido na antiga URSS), ao lado do zagueiro Viktor Onopko e do meia Serhiy Shcherbakov. Chamou a atenção da tradicional equipe inglesa do Manchester United, que vinha em ascensão após duas décadas de decadência.

## Carreira no Reino Unido

### Manchester United
Aprovado por Alex Ferguson, foi contratado em março de 1991. Firmou-se no time após ser destaque no primeiro título do clube na Copa da Liga Inglesa, em 1992. O time que jogou a final, contra o Nottingham Forest, estava cheio de outros recém-chegados que fariam história no clube: Peter Schmeichel, Paul Parker, Denis Irwin e Ryan Giggs, em meio aos já calejados Paul Ince e Mark Hughes.

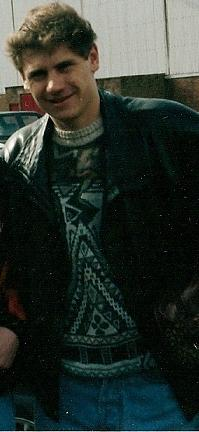
Kanchelskis em 1992.

Em novembro daquele ano, chegaria ao United o maestro francês Éric Cantona, com quem Kančelskis formaria uma grande parceria. A dupla viveria grande fase que culminou no título inglês de 1993, o que não ocorria desde 1967, nos tempos de George Best, Denis Law e Bobby Charlton. Era a primeira disputa do campeonato inglês sob o formato de Premier League. Um bi viria em 1994, juntamente com uma FA Cup, em final vencida de forma arrasadora por 4 x 0 sobre o Chelsea.
Era o líder do time na temporada 1994/95, onde marcou quinze vezes em 32 jogos. Entretanto, uma lesão na hérnia afastaria Kančelskis na reta final da disputa do campeonato (onde marcara quatorze de seus gols, sendo três em vitória por 5 x 0 no clássico contra o City). O United, que também teve o desfalque por suspensão de Cantona (que, em partida contra o Crystal Palace, agredira um torcedor adversário) acabaria perdendo o título para o Blackburn Rovers. Sem os dois, os Red Devils perderiam também a FA Cup, para o Everton.

### Everton
Para surpresa geral, após voltar da lesão, foi negociado por 5 milhões de libras com o próprio Everton. O motivo: uma séria discussão com Ferguson (onde chegou a ser citada uma tentativa de suborno, segundo a autobiografia do treinador do Manchester). Em Goodison Park, teria seus melhores números em gols, quando se permitiu a jogar no ataque. Na primeira temporada, marcaria 16 gols (incluídos em dois dérbis contra o Liverpool), ficando em quinto entre os artilheiros e levando o decadente time azul de Liverpool para o sexto lugar.
Os Toffees, com dificuldades financeiras, entretanto, não viram saída senão vendê-lo em meio a temporada seguinte para a Fiorentina. A crise quase decretou a queda do clube para a divisão inferior: a equipe ficou a dois pontos do primeiro rebaixado.

### Outros clubes
Em Florença, voltou ao meio-campo, em time onde os atacantes eram o argentino Gabriel Batistuta e o brasileiro-belga Luís Oliveira (e, logo depois, Edmundo). Apesar do bom quinto lugar obtido pelo clube, três lesões o impediram de se destacar: a primeira, em choque contra o francês Vincent Candela, contra a Roma; a segunda, após falta em seu tornozelo do nigeriano Taribo West, contra a Inter de Milão; a terceira, um mês depois, na repescagem para a Copa de 1998 contra a Itália, quebrou a patela do joelho esquerdo após chocar-se com o goleiro Gianluca Pagliuca.
Após ter feito apenas 17 aparições e marcado duas vezes pela Viola, voltou uma temporada depois ao futebol britânico, onde passaria mais cinco anos e por três equipes. Primeiramente, no clube escocês do Rangers, onde seria bicampeão nacional, mas sem o mesmo brilho dos tempos de United e Everton. No rival do próprio United jogaria no primeiro semestre de 2001: no Manchester City, onde esteve por empréstimo no primeiro semestre de 2001, também não repetiu boa fase, não conseguindo ajudar os Citizens a escapar do rebaixamento da Premier League. Passaria a temporada 2002/03 no Southampton, onde jogou apenas uma partida do campeonato inglês.
Curiosamente, Kančelskis é o único jogador a ter feito gols em três dérbis britânicos: City x United, Everton x Liverpool e Celtic x Rangers.

## Final de carreira
Passou o segundo semestre de 2003 na equipe saudita do Al-Hilal. Encerrou a carreira três anos depois, no futebol russo, passando por Saturn e Krylya Sovetov Samara, sem jamais ter demonstrado novamente bons momentos de forma regular.

## Seleção

### URSS e CEI
Kančelskis fez a sua estreia pela Seleção Soviética em 1989. A sua falta de espaço no Dínamo Kiev na época, entretanto, acabou custando-lhe um lugar entre os chamados por Valeriy Lobanovs'kyi para a Copa de 1990. Só marcaria seu primeiro gol pela URSS quando já vinha jogando bem no Shakhtar Donetsk: foi em partida de setembro de 1990 (já após a Copa), pelas Eliminatórias para a Eurocopa de 1992, contra a Noruega.
A URSS desintegrou-se em dezembro de 1991, quando ele já vivia boa fase no Manchester United. A seleção já estava classificada para a Euro desde o mês anterior, após vitória fora de casa sobre o fraco time do Chipre por 3 x 0 - Kančelskis marcou o terceiro gol da vitória, que desclassificou a Itália do torneio, em que o grupo competiu sob o nome de Seleção da CEI.
A ex-URSS chegou à última rodada com boas chances de avançar, necessitando apenas de uma vitória sobre a desclassificada Escócia. Perdeu por 3 a 0 e terminou melancolicamente em última no grupo, após ter empatado contra os alemães (que arrancaram o empate no último minuto) e contra os detentores do título, os neerlandeses (que venceram a Eurocopa de 1988 justamente sobre os soviéticos).

### Rússia
Enquanto a CEI se preparava para a Euro, a recém-criada seleção ucraniana realizava suas primeiras três partidas, ainda desfalcadas com jogadores ocupados com a equipe da CEI. A falta de recursos da nascente Associação Ucraniana de Futebol limitava os convocados a quem atuasse no próprio campeonato ucraniano. Como a Ucrânia e outras nações recém-independentes não poderiam participar das eliminatórias à Copa do Mundo FIFA de 1994, ao contrário da seleção russa, muitos jogadores nascidos fora da Federação Russa optaram por defenderem-na, enquanto outros tomaram a mesma decisão por se sentirem identificados etnicamente como russos - era o caso de Kančeskis, que chegou a argumentar que apenas a língua russa era falada em seus lares, apontados por ele como sendo a Rússia e Londres.
A classificação russa para o mundial dos EUA foi obtida. Kančelskis vinha de uma incrível fase no Manchester, que voltava a dominar o cenário inglês depois de mais de duas décadas. Bicampeão inglês e recém-campeão também da FA Cup, era titular incontestável e maior esperança da incógnita Rússia para o torneio. Um ano antes de desentender-se com Alex Ferguson, entretanto, brigou com o técnico da seleção, Pavel Sadyrin. E ainda liderou um boicote contra ele, convencendo outras boas peças da equipe a ficarem do seu lado: Ihor Dobrovols'kyi, Igor Shalimov, Igor Kolyvanov e Sergey Kiryakov.
Acabou perdendo a única chance certa que teve em disputar um mundial (onde a Rússia caiu na primeira fase). Voltou à seleção após a entrada de Oleg Romantsev no cargo de treinador. Disputaria a Eurocopa 1996 juntamente com os quatro "renegados" de 1994, mas os russos, com um time frágil, novamente terminaram em último no grupo. Kančelskis fez a sua última partida pela Rússia em 1998, quando ainda apresentava bom futebol - curiosamente, um amistoso contra a Ucrânia. A seleção já estava fora da Copa do Mundo da França, após ser eliminada na repescagem pela Itália (em que ele se lesionou). Quando a Rússia se classificou para a Copa de 2002, Kančelskis já não estava mais atuando pela seleção local.

## Após a aposentadoria
Depois de encerrar a carreira de jogador no Krylya Sovetov, Kančelskis foi escolhido diretor-esportivo do Nosta Novotroitsk, onde ficou até 2009. No início de 2010, estreou como treinador pelo Torpedo-ZIL (que, apesar do nome, não tinha nada a ver com os antigos times homônimos também chamados "Torpedo"), e após criticar a direção do clube por não investir em novos jogadores, classificando os gastos de 300 mil rublos feitos pelo Torpedo como "frívolos",, anunciou que deixaria o Torpedo ao final da temporada.
Entre 2011 e 2012, comandou a equipe do FC Ufa . e na temporada 2013-14 foi auxiliar-técnico do Volga Nizhny Novgorod. Ainda em 2014, exerceu o comando técnico do Jūrmala. Ainda teve uma curta passagem no Solyaris Moscou, entre janeiro e abril de 2016.
Em outubro de 2018, assinou contrato com o Navbahor Namangan, clube da primeira divisão do Campeonato Uzbeque. Deixou o cargo em junho do ano seguinte, mas voltou ao Navbahor 2 meses depois, substituindo Dejan Đurđević.
Teve ainda uma passagem de 4 meses como diretor-geral do Tobyl (Cazaquistão) antes de assinar com o Muras United, equipe da primeira divisão do Campeonato Quirguiz, em dezembro de 2023.
Em dezembro de 2024, foi anunciado como novo técnico do Dínamo Bryansk, clube da terceira divisão russa.

## Curiosidade
Seu sobrenome, em lituano, é Kančelskis. A grafia "Kanchelskis", entretanto, acabou sendo amplamente mais utilizada, devido à sua romanização para o inglês do cirílico russo, bem como a grafia "Andrei" de seu nome. Curiosamente, seu patronímico e seu sobrenome não foram russificados (o que os transformariam em Antonovich Kanchelskiy, Антонович Канчельский).
Filho de Antanas Kančelskis (indicado pelo patronímico Anatanasovych), se escolhesse atuar pela Seleção Lituana, provavelmente, adotaria a versão local de seu prenome, Andrejus.

## Títulos
Manchester United
- Premier League: 1992–93, 1993–94[24]
- Copa da Inglaterra: 1993–94[25]
- Copa da Liga Inglesa: 1991–92[26]
- Supercopa da Inglaterra: 1993,[27] 1994[28]
- Supercopa da UEFA: 1991[29]

Rangers
- Scottish Premiership: 1998–99,[30] 1999–2000[31]
- Copa da Escócia: 1998–99,[32] 1999–2000[33]
- Copa da Liga Escocesa: 1998–99,[34] 2001–02[35]

Seleção Soviética Sub-21
- Eurocopa Sub-21: 1990[36]

Individual
- Prêmio Sir Matt Busby de Jogador do Ano: 1994–95[37]
- Jogador do Mês da Premier League: Abril de 1996